# Viveväxter
Viveväxter (Primulaceae) är en familj av trikolpater som består av tolv släkten. Viveväxterna är örter och de allra flesta är fleråriga. De finns i alla klimatzoner, från tropiska till kalla, men är vanligast i tempererade områden på norra halvklotet.

Blomdiagram för Primula. Detta är den vanliga typen av blomma hos viveväxterna. Sambladigt foder (grönt) sambladig krona (lila), ståndare fästa på kronan, synkarp pistill.

## Systematik
Viveväxternas systematik är omdiskuterad, framförallt angående släktskapen med ardisiaväxterna (Myrsinaceae).
Underfamiljer enligt Angiosperma Phylogeny:
- Maesoideae de Candolle (Synonym: Maesaceae Arne A. Anderberg, B. Ståhl & Kallersjö)
- Theophrastoideae A. de Candolle
  - Samoleae Reichenbach (Synonym: Samolaceae Rafinesque)
  - Theophrasteae Bartling[vem?] (Synonym: Theophrastaceae G. Don, nom. cons.)
- Primuloideae Kostelesky
- Myrsinoideae Burnett (Synonymer: Aegicerataceae Blume, Anagallidaceae Borkhausen, Ardisiaceae Jussieu, Coridaceae J. Agardh, Embeliaceae J. Agardh, Lysimachiaceae Jussieu, Myrsinaceae R. Brown nom. cons.)

Fylogenetisk klassificering anger dock att följande släkten ingår i viveväxterna:
- Alpklockssläktet (Soldanella)
- Barrvivesläktet (Vitaliana) - räknas vanligen till grusvivesläktet
- Bryocarpum
- Dionysosvivesläktet (Dionysia)
- Grusvivesläktet (Androsace)
- Indianvivesläktet (Douglasia) - räknas vanligen till grusvivesläktet[3].
- Kaufmannia
- Klockvivesläktet (Cortusa)
- Omphalogramma
- Pomatosace - räknas vanligen till grusvivesläktet
- Vattenblinkssläktet (Hottonia)
- Vivesläktet (Primula) - inkluderar Dodecatheon.

Följande släkten som tidigare ingick i viveväxterna hör numera till ardisiaväxterna:
- Ardisiandra
- Asterolinon
- Coris[4]
- Cyklamensläktet (Cyclamen)
- Lysingsläktet (Lysimachia)
- Miresläktet (Anagallis)
- Pelletiera
- Skogsstjärnesläktet (Trientalis)
- Stimpsonia
- Strandkrypesläktet (Glaux)

## Fotnoter
1. ↑  Stevens, P. F. Angiosperma Phylogeny Website. Ericales. Läst 15 januari 2016.
2. ↑  Källersjö, M., G. Bergqvist & A. A. Anderberg. 2000. Generic realignment in primuloid families of the Ericales s. l.: a phylogenetic analysis based on DNA sequences from three chloroplast genes and morphology. Amer. J. Bot. 87: 1325–1341.
3. ↑   Trift I., Anderberg A. A. and Källersjö M. 2002. The monophyly of Primula (Primulaceae) evaluated by analysis of sequences from the chloroplast gene rbcL. Systematic Botany 27(2):396-407
4. ↑  Anderberg A. A., Trift I. and Källersjö M. (1998) On the systematic position of the genus Coris (Primulaceae). Nordic Journal of Botany 18:203-207